# Findhorn Viaduct
Der Findhorn Viaduct ist eine Eisenbahnbrücke in der schottischen Ortschaft Forres in der Council Area Moray. 1989 wurde das Bauwerk in die schottischen Denkmallisten in der höchsten Denkmalkategorie A aufgenommen.

## Geschichte
Zur Erschließung der fehlenden Teilstücke zwischen Aberdeen und Inverness ließ die Great North of Scotland Railway neben der Inverness and Nairn Railway die Inverness and Aberdeen Junction Railway errichten. Diese sollte den Findhorn am Westrand von Forres queren. Mit der Konstruktion des Findhorn Viaducts betraute die Bahngesellschaft den schottischen Ingenieur Joseph Mitchell. Zur Eröffnung des ersten Teilstücks der Bahnstrecke 1858 war der Findhorn Viaduct noch nicht fertiggestellt. Aus diesem Grund wurde zur Bedienung von Forres  bis zur Fertigstellung des Findhorn Viaducts am 18. August desselben Jahres am gegenüberliegenden linken Ufer des Findhorn ein Behelfsbahnhof eingerichtet.

## Beschreibung
Der Findhorn Viaduct überspannt den Findhorn am Westrand von Forres. Die 185 Meter lange Brücke gliedert sich in drei Felder. Die schmiedeeisernen, gevouteten Gurte ruhen auf Mauerwerkspfeilern, die 5,5 Meter tief im Fels unterhalb des Flussbetts gegründet sind. Sie sind als Klammern fortgeführt und umschließen die Eisenbrüstungen der Strecke. Die Lichte Höhe des Viadukts über dem Fluss beträgt 5,6 Meter. Die Bahnstrecke ist eingleisig über den Viadukt geführt.